# Saison cyclonique 2014 dans l'océan Atlantique nord
La saison 2014 des ouragans (cyclones tropicaux dans l'océan Atlantique) commence officiellement le 1er juin 2014 et se termine le 30 novembre 2014, selon la définition de l'Organisation météorologique mondiale. Seuls 9 systèmes ont sévi durant la saison qui a réellement débutée avec Arthur le 7 juillet et s'est terminée avec Hanna le 28 octobre. Deux ouragans ont atteint le seuil d'ouragan majeur, catégorie 3 ou plus dans l'échelle de Saffir-Simpson, dont l’ouragan Gonzalo a été le plus puissant à la catégorie 4. Les tempêtes ont été largement espacées les unes des autres, le mois d'octobre étant le plus actif et notant le plus intense des ouragans.
La plupart des tempêtes ont passé leur vie en mer, ne faisant que peu de dégâts. Arthur et Gonzalo sont ceux qui ont eu le plus d'impacts, le premier longeant la côte Est des États-Unis avant de frapper l'est du Canada après sa transition extra-tropicale. Le second a touché de plein fouet les Bermudes et ses restes ont donné une importante tempête des latitudes moyennes en Europe.

## Prévisions
| Source                                                  | Date                           | Tempêtes nommées   | Ouragans         | Ouragans majeurs         | Réf.   |
| ------------------------------------------------------- | ------------------------------ | ------------------ | ---------------- | ------------------------ | ------ |
| TSR                                                     | 12 décembre 2013               | 14 (±4)            | 6 (±3)           | 3 (±2)                   | [ 1 ]  |
| "                                                       | 7 avril 2014                   | 12 (±4)            | 5 (±3)           | 2 (±2)                   | [ 2 ]  |
| WSI                                                     | 24 mars 2014                   | 11                 | 5                | 3                        | [ 3 ]  |
| CSU                                                     | 10 avril 2014                  | 9                  | 3                | 1                        | [ 4 ]  |
| NCSU                                                    | 16 avril 2014                  | 8–11               | 4–6              | 1–3                      | [ 5 ]  |
| Met Office                                              | 16 mai 2014                    | 10 (entre 7 et 13) | 6 (entre 3 et 9) | N/D                      | [ 6 ]  |
| NWS                                                     | 22 mai 2014                    | 8–13               | 3–6              | 1–2                      | [ 7 ]  |
| FSU COAPS                                               | 29 mai 2014                    | 5–9                | 2–6              | 1–2                      | [ 8 ]  |
| ––––––––––––––––––––––––––––––––––––––––––––––––––––––– |                                |                    |                  |                          |        |
|                                                         |                                | Tempête nommées    | Ouragans         | Ouragan majeurs          | Réf.   |
| Moyenne (1981–2010)                                     | Moyenne (1981–2010)            | 12,1               | 6,4              | 2,7                      | ,      |
| Moyenne (1991–2020)                                     | Moyenne (1991–2020)            | 14,4               | 7,2              | 3,2                      | [ 11 ] |
| Record d'activité maximum                               | Record d'activité maximum      | 30 (saison 2020)   | 15 (saison 2005) | 7 (saisons 2005 et 2020) | [ 12 ] |
| Record de plus faible activité                          | Record de plus faible activité | 4 (saison 1983)    | 2 (saison 1982)  | 0 (saison 1994)          | [ 12 ] |

Le 12 décembre 2013, le Tropical Storm Risk (TSR), un consortium d'experts en assurance, prévention des risques naturels et prévisionnistes de University College de Londres, a émis un bulletin sur l'estimation du nombre de systèmes tropicaux pour la saison 2014 dans l’Atlantique nord. Le rapport donne un nombre sensiblement égal à la moyenne avec 14 (±4) systèmes atteignant le niveau de tempête tropicale, parmi lesquels 6 (±3) ouragans dont 3 (±2) ouragans majeurs. Le 7 avril, TSR fait une mise à jour et diminue sa prévision à 12 (±4) tempêtes, 5 (±3) ouragans et 2 (±2) ouragans majeurs, avec une énergie cumulative des cyclones tropicaux (ACE) de 75 (±57).
Le 24 mars 2014, Weather Services International (WSI), une filiale de The Weather Channel, a émis ses propres prévisions. Il y est question de 11 tempêtes nommées dont 5 ouragans comprenant 3 ouragans majeurs. WSI cite une température plus basse que la normale dans l'est de l'Atlantique tropical et la possibilité d'une année El Niño pour ce faible nombre. Le 10 avril, c'est au tour de l'université d'État du Colorado (CSU) à publier sa première prévision qui elle aussi est sous la normale pour les mêmes raisons que WSI. Il y est fait mention de 9 tempêtes nommées, 3 ouragans et seulement 1 ouragan majeur, ace un ACE de 55.
Le 16 mai, le Met Office britannique émet son évaluation moyenne de 70 % de probabilité d'avoir de 10 tempêtes nommées (écart entre 7 et 13), 6 ouragans (entre 3 et 9), le tout avec un ACE de 84 (entre 47 et 121). Le 2 mai, c'est le National Weather Service (NWS) américain qui donne ses prévisions et abonde dans le même sens avec 50 % de chances d'avoir une saison sous la normale, 40 % près de la normale et seulement 10 % au-dessus de la normale.

## Nom des tempêtes
La liste des noms utilisée pour nommer les tempêtes et les ouragans pour 2014 sera exactement la même que celle de la saison cyclonique 2008, à l'exception de Gonzalo, Isaias et Paulette qui ont remplacé les noms Gustav, Ike et Paloma. Si des noms sont retirés à la suite de leurs dégâts et pertes de vie, ce sera annoncé au printemps 2015 lors de la réunion du comité sur les cyclones tropicaux de l'Organisation météorologique mondiale.
| 2  | Arthur    |
| DT | Deux      |
| 1  | Bertha    |
| 1  | Cristobal |

| TT | Dolly   |
| 3  | Edouard |
| 1  | Fay     |
| 4  | Gonzalo |

| TT.  | Hanna     |
| Inc. | Isaias    |
| Inc. | Josephine |
| Inc. | Kyle      |

| Inc. | Laura |
| Inc. | Marco |
| Inc. | Nana  |
| Inc. | Omar  |

| Inc. | Paulette |
| Inc. | Rene     |
| Inc. | Sally    |
| Inc. | Teddy    |

| Inc. | Vicky   |
| Inc. | Wilfred |

| 2  | Arthur    |
| DT | Deux      |
| 1  | Bertha    |
| 1  | Cristobal |

| TT | Dolly   |
| 3  | Edouard |
| 1  | Fay     |
| 4  | Gonzalo |

| TT.  | Hanna     |
| Inc. | Isaias    |
| Inc. | Josephine |
| Inc. | Kyle      |

| Inc. | Laura |
| Inc. | Marco |
| Inc. | Nana  |
| Inc. | Omar  |

| Inc. | Paulette |
| Inc. | Rene     |
| Inc. | Sally    |
| Inc. | Teddy    |

| Inc. | Vicky   |
| Inc. | Wilfred |

## Cyclones tropicaux

### Ouragan Arthur
L’ouragan Arthur est le premier système tropical, et le premier à recevoir un nom, de la saison cyclonique 2014 dans l'océan Atlantique nord. De façon inhabituelle, Arthur provient d'une dépression des latitudes moyennes s'étant formée en Caroline du Sud et qui est devenue tropicale en sortant sur les eaux du Gulf Stream le 28 juin. Prenant de la vigueur au cours des jours suivants, le système est devenu un ouragan de catégorie 1 à 480 km au sud-ouest du Cap Hatteras le 3 juillet, puis la catégorie 2 avant de toucher les Outer Banks de Caroline du Nord. Ressortant rapidement sur des eaux plus froides, Arthur longe a côte Est des États-Unis à partir du 4 juillet au matin tout en se dirigeant vers les provinces de l'Atlantique canadienne et l'est du Québec. Il devient extratropical tôt le 5 juillet avant de frapper le sud-ouest de la Nouvelle-Écosse, puis se dirige rapidement vers le golfe du Saint-Laurent et l'Atlantique en tant que forte dépression des latitudes moyennes le 7 juillet au matin.
Arthur a inondé les routes et causés de nombreuses pannes électriques le long de la côte de la Caroline du Nord à la côte de la Nouvelle-Angleterre aux États-Unis. Au Canada, plus de 200 000 foyers ont perdu l'électricité dans les provinces atlantiques et des dommages par l'onde de tempête, la pluie et les vents ont été rapportés aussi au nord que la Gaspésie. Cependant, Arthur n'a fait aucune victime.

### Dépression tropicale Deux
La dépression tropicale Deux s'est formé le 21 juillet sur une très petite zone de temps perturbé dans le Centre de l'Atlantique.
Il n'a jamais atteint l'intensité d'une tempête tropicale en raison d'un air très sec et d'un fort cisaillement du vent. Le système a dégénéré en une onde tropicale le 23 juillet sans impact.

### Ouragan Bertha
L’ouragan Bertha a débuté comme une onde tropicale au large des îles du Cap-Vert le 26 juillet, il est devenu une tempête tropicale le 1er août alors à 445 km à l'est-sud-est de la Barbade. Il longe alors la chaîne des Antilles en restant dans l'océan Atlantique puis se dirige entre la côte du sud-est des États-Unis et les Bermudes pour devenir un ouragan le 4 août au nord-est des Bahamas. Bertha ne reste que peu de temps à ce niveau et redescend au niveau de tempête tropicale dès le 5 août en effectuant un large arc de cercle qui la fait passer près de l'île de Sable et au sud-est de Terre-Neuve au Canada. Elle alors devient une dépression post-tropicale qui se dirige vers l'Europe qu'elle atteint comme une forte dépression des latitudes moyennes.
Bertha n'a touché aucune terre avant d'arriver en Europe mais a laissé d'importantes quantités de pluie sur les îles allant de la Martinique aux Bahamas. Deux personnes se sont noyées au large des côtes américaines, même si la tempête est passée très loin de celles-ci, à cause de la forte houle. En Europe, la dépression a donné beaucoup de pluie et de vent, une personne est morte d'un accident maritime.

### Ouragan Cristobal
Dès le 15 août, le NHC a commencé à suivre une onde tropicale quittant la côte ouest de l'Afrique. Celle-ci a lentement traversé l'océan Atlantique sans vraiment devenir un système organisé pour arriver au large des petites Antilles le 21 août. À partir de ce moment, le NHC a donné de plus en plus de probabilité à l'onde de s'intensifier. Le 22 août, un centre dépressionnaire s'est formé au nord des îles Vierges des États-Unis, passe ensuite au large de la côte d'Hispaniola puis devient une dépression tropicale le 23 en après-midi alors qu'il était à 120 km au nord-est de l'île Great Inagua des Bahamas. Le 24 août à 10 h 20, le NHC a rehaussé le système à tempête tropicale, prenant le nom de Cristobal. Sa position était à 60 km au nord-nord-ouest de l'île Mayaguana.
Le 25 août, Cristobal dérive lentement vers le nord puis le nord-est tout en s'intensifiant. À 0 h 30 UTC le 26 août (20 h 30 locale le 25), le NHC annonce qu'il a finalement atteint le statut d'ouragan à 1 065 km au sud-ouest des Bermudes. Cristobal a suivi une trajectoire en arc de cercle ensuite, le faisant passer entre la côte de la Caroline du Nord et les Bermudes puis au sud-est de Terre-Neuve. Le 29 août à 15 h UTC, le NHC et le Centre canadien de prévision des ouragans ont déclaré que le système était devenu post-tropical à 480 km à l'est-sud-est de Cap Race. Il se dirige ensuite vers l'Islande qu'il affectera comme une forte tempête automnale des latitudes moyennes.
La trajectoire de Cristobal est assez similaire à celle de Bertha au début du mois d'août. Porto Rico, Hispaniola, les Bahamas, les îles Turques-et-Caïques et les Bermudes ont toutes été frappées par de la pluie torrentielle et l’onde de tempête. Le système a fait sept morts. Deux ont été causés par la forte mer aux États-Unis : un jeune de 17 ans s'est noyé dans le courant d'arrachement en nageant au large de la plage de Sandy Hook, New Jersey, et à Ocean City, au Maryland, un Salvadorien de 18 ans est mort lorsqu'une grosse vague l'a frappé. Aux îles Turques-et-Caïques, les autorités ont rapporté une noyade dans les inondations sur l'île principale de Providenciales, alors que deux personnes sont mortes dans des circonstances similaires en République dominicaine et deux à Haïti. Dans ce dernier pays, environ 640 familles ont perdu temporairement leur foyer.
Aux Bermudes, les hôteliers ont dû absorber des pertes commerciales importantes alors que le mauvais temps les frappe durant la saison touristique estivale. Avec le passage de Bertha, puis de Cristobal, les îles ont reçu 300 mm durant le mois d'août, soit plus de deux fois la normale mensuelle. En particulier, les navires de croisière ont dû changer de destination et les éviter.

### Tempête tropicale Dolly
Une onde tropicale sortie de la côte ouest de l'Afrique est suivi par le National Hurricane Center dès le 25 août mais il ne lui est donné qu'une faible probabilité de développement. Elle se déplace au cours des jours suivants vers la mer des Caraïbes, donnant de fortes pluies sur son passage. Le 29 septembre, le système s'approche de la péninsule du Yucatán et le NHC mentionne que les conditions atmosphériques deviendront favorables pour un développement une fois que l'onde passera dans la baie de Campêche.
Le 1er septembre à 21 h UTC, le NHC émet son premier bulletin pour la dépression tropicale Cinq à 410 km à l'est-sud-est de Tuxpan au Mexique. Les sondages faits par un avion de reconnaissance permettent au NHC de rehausser le système au niveau de tempête tropicale, baptisée Dolly, le 2 septembre. Dolly a touché la côte près de Tampico (Mexique) le 3 septembre à 2 h UTC (22 h locale le 2 septembre). À 15 h UTC, le NHC a émis son dernier bulletin alors que la tempête se dissipait à cause de la friction sur les terres.
La tempête a laissé de fortes accumulations de pluie (120 à 250 mm) le long de la côte est du Mexique et jusqu'à la région du Rio Grande dans le sud du Texas. La tempête a détruit une rue et une maison dans la ville portuaire de Veracruz. Des centaines d’écoles ont aussi fermé leurs portes dans les États de Veracruz et du Tamaulipas.

### Ouragan Edouard
Plusieurs ondes tropicales ont quitté le côte africaine depuis le 3 septembre et l'une d'elles, le 8 septembre, avait plus de potentiel de développement selon le NHC se trouvant dans des conditions de faible cisaillement et au-dessus d'eaux chaudes. Le 11 septembre à 11 h UTC, le système devient une dépression tropicale à 1 400 km à l'ouest des îles du Cap-Vert. Le NHC la reclasse en tempête tropicale le même soir et le nomme Edouard.
Le système se déplace lentement vers l'ouest-nord-ouest autour de la crête subtropicale dans une région favorable à son développement : faible cisaillement des vents et température de surface de la mer de 29,5 °C. En fin de matinée le 14 septembre (15 h UTC), le NHC annonce qu'Edouard est devenu un ouragan de catégorie 1 dans l'échelle de Saffir-Simpson alors qu'il se trouve à 1 470 km à l'est-nord-est des Petites Antilles. Un œil est apparu quelques heures plus tôt, puis des cirrus provenant l'activité orageuse du mur de l’œil temporairement.
Le 15 septembre, Edouard est passé à la catégorie 2, en mi-journée, puis presque à la catégorie 3 après 17 h UTC en se déplaçant très lentement au-dessus des eaux chaudes à 20 km/h. Son œil est devenu bien visible et les bandes orageuses très bien organisées. C'est finalement à 16 h UTC le 16 septembre que le NHC a reclassé l'ouragan à la catégorie 3, le premier de la saison 2014, alors qu'il était à 675 km à l'est des Bermudes. Cet état n'a cependant pas duré bien longtemps car dès le soir, Edouard a commencé à effectuer un renouvellement du mur de l’œil tout en se dirigeant vers des eaux plus froides. Le 17 septembre à 3 h UTC, il était déjà descendu à catégorie 1. En même temps, sa trajectoire s'est recourbée vers l'est-nord-est et son déplacement s'est accéléré en direction des Açores.
Le 18 septembre à 21 h UTC, Edouard est repassé au niveau de tempête tropicale à 1 095 km à l'ouest-nord-ouest de l'île Fayal dans l'ouest des Açores. Ses vents avaient diminué à 110 km/h et sa pression centrale rehaussée à 980 hPa. Par la suite, les conditions de température de la mer et de cisaillement des vents en altitude lui ont été très défavorables, le centre de rotation en altitude se détachant du centre du système en surface et les bandes orageuses devenant de moins en moins étendues. Son déplacement s'est également ralenti pour n'être que 6 km/h le 19 septembre en mi-journée. Dès 21 h UTC, le système est devenu post-tropical et se déplaçant lentement vers le sud-est pour passer au sud des îles les plus à l'ouest des Açores.
Comme Edouard a passé toute sa vie en mer, aucun dégât n'a été rapporté. Il a donné tout au plus de fortes houles le long des côtes des Bermudes et des Açores, avec de la pluie pour certaines îles de ce dernier endroit, en plus de perturber le trafic maritime le long de sa trajectoire. L'ouragan a cependant permis de tester un nouveau type de sonde pour mesurer les paramètres météorologiques dans une telle tempête. En effet, les chercheurs du National Weather Service des États-Unis ont lâché des drones, d'une longueur d'un mètre et pesant 3,2 kg, depuis des avions de reconnaissance. Normalement, ces avions lâchent des catasondes qui tombent graduellement vers la mer en quelques minutes en passant dans la tempête mais les chercheurs espéraient que les drones puissent voler à basse altitude dans l'ouragan durant un temps plus long. L'un a suivi le courant aérien dans le système durant un bon moment alors qu'un autre, lâché dans l’œil d’Edouard, a été guidé vers le mur de celui-ci.
Edouard a été choisi pour ce test parce qu'il était de longue vie tout en n'affectant aucune terre. Les données seront analysées au cours des prochains mois et ces appareils pourraient entrer dans l'arsenal des chasseurs de cyclones si les appareils se révèlent robustes et leurs données utiles.

### Ouragan Fay
L’ouragan Fay est le septième système tropical de la saison 2014, le sixième à recevoir un nom et le cinquième à atteindre le niveau d'ouragan dans l'échelle de Saffir-Simpson, quoique de façon marginale. Il s'est développé comme une onde tropicale à plusieurs centaines de kilomètres au nord-est de Petites Antilles le 10 octobre. La majorité de sa trajectoire s'est passée ensuite en mer en tant que tempête tropicale mais a atteint le seuil d'ouragan le 12 octobre après être passé sur les Bermudes. Il s'est cependant dissipé rapidement ensuite, absorbé par la circulation d'altitude.
Malgré sa faible intensité, Fay a causé des dommages estimés à 3,8 millions $US (2014) aux Bermudes grâce à ses vents de 130 km/h qui ont renversé de nombreux arbres, bloquant les routes et coupant les lignes de distribution d'électricité. Le terminal de l'aéroport international L.F. Wade a été inondé quand les vents ont brisé son toit et fait des dommages à son système de gicleurs d'incendie. Deux cents soldats ont été du Bermuda Regiment ont été envoyés en renfort pour aider aux réparations. Ces dernières étaient encore en cours dans l'ouragan Gonzalo de catégorie 3 est passé sur le pays une semaine plus tard.

### Ouragan Gonzalo
L’ouragan Gonzalo est le huitième système tropical de la saison 2014, le septième à recevoir un nom, le cinquième à atteindre le seuil d'ouragan et le second à devenir un ouragan majeur. Formé à partir d'une onde tropicale provenant de la côte africaine, il est devenu une dépression tropicale à l'est des Petites Antilles le 12 octobre. Après être passé dans les îles du Vent, et a effectué un trajectoire courbe tout en s'intensifiant. Il a atteint la catégorie 4 de l'échelle de Saffir-Simpson, la seconde plus élevée, le 15 octobre en se dirigeant vers les Bermudes. Il s'agissait de l'ouragan le plus puissant à ce moment depuis l’ouragan Ophelia en 2011.
Une série de remplacement du mur de l'œil a ensuite fait varier l'intensité de l'ouragan mais le 16 octobre, Gonzalo a atteint son apex avec des vents soutenus de 230 km/h et des rafales plus fortes encore. Il s'est ensuite affaibli lentement pour frapper directement les Bermudes avec une intensité de catégorie 2 vers 0 h 30 UTC le 18 octobre. Poursuivant sa trajectoire vers le nord-est, Gonzalo est passé très proche de la pointe sud-est de Terre-Neuve le 19 octobre alors qu'il était à la catégorie 1. Il s'est ensuite dirigé vers le Nord de la Grande-Bretagne et l'Irlande sous forme d'un cyclone extratropical (dépression frontale des latitudes moyennes).
Lors de son développement, Gonzalo a endommagé des arbres et des maisons à Antigua-et-Barbuda. Des dizaines de bateaux ont été détruits à Saint-Martin, les services d'électricité et d'eau potable furent coupés et une personne y est morte. À Porto Rico et aux îles Vierges des États-Unis, des coups de vent ont été notés mais sans dommage.
Ce sont cependant les Bermudes qui ont écopé des plus forts effets de Gonzalo, moins d'une semaine après le passage de la tempête tropicale Fay. Toutes les activités ont été suspendues à l'approche de l'ouragan qui a donné des rafales jusqu'à 232 km/h à l'aéroport international L.F. Wade. Arbres et poteaux électriques ont été abattus par les vents et de nombreux toits ont été emportés. Les pannes électriques ont affecté 31 000 des 36 000 clients de l'archipel. Pratiquement toutes les routes étaient impraticables, barrées par les débris ou inondées par l'onde de tempête et les pluies. Cependant, aucune victime n'a été signalée même si les dommages sont estimés entre 200 et 400 millions $US de 2014.
En passant juste au large de cap Race, des vents 89 km/h à 106 km/h ont été notés mais les dégâts ont été mineurs à Terre-Neuve, se résumant à une centaine de clients perdant le courant. Le 21 octobre, les restes de Gonzalo ont donné des pluies abondantes et des vents violents en Grande-Bretagne et en Irlande. Trois personnes sont mortes et 5 ont été blessées. Le système a atteint le centre de l'Europe et donné des vents jusqu'à 122 km/h à l'aéroport de Munich, de la neige dans les Alpes pour finalement se retrouver dans la mer Égée le 23 octobre.

### Tempête tropicale Hanna
Le 20 octobre, les restes de la tempête tropicale Trudy, provenant de la côte Pacifique, ont traversé le sud du Mexique et atteint la baie de Campêche. Le système a repris de la vigueur pour devenir une dépression tropicale le 22 octobre selon les données d'un avion de reconnaissance. En approchant de la côte de la péninsule du Yucatán, la dépression Neuf a commencé à subir la friction de la côte et est devenue un centre non organisé.
Par la suite, les restes de Neuf ont traversé la péninsule vers la mer des Caraïbes où ils sont entrés en contact avec un système frontal  et ont presque disparu. Mais du 26 au 27 octobre, le système est sorti de l'influence de la zone frontale et a repris un caractère tropical grâce à une recrudescence des orages autour de son centre. Le 27 octobre à 15 h UTC, le NHC a reclassé Neuf en tempête tropicale nommée Hanna très près de la côte du Honduras. Elle est entrée le même jour sur terre près de Cabo Gracias a Dios et, à cause de la friction, Hanna est rapidement retombée au niveau de dépression tropicale. Les restes de celle-ci ont fait un retour vers le nord-ouest à l'intérieur des terres pour ressortir sur le golfe du Honduras, entre le Yucatán et le Honduras le 28 octobre avant de se dissiper.
Elle a donné de 250 à 300 mm de précipitations sur le Honduras et le Nord du Nicaragua, causant des glissements de terrain. Des milliers de personnes s'étaient déjà abritées dans des refuges à cause de pluies diluviennes la semaine précédente. Ses vents n'ont pas été très importants mais comme elle a persisté longtemps au large du Honduras, Hanna a pu produire une mer très agitée. Selon la marine du Nicaragua, 17 personnes ont dû être sauvées quand deux voiliers ont chaviré.

## Chronologie des événements
| D | T | 1 | 2 | 3 | 4 | 5 |